# محمود راقي
محمود راقي هي مدينة وهي عاصمة ولاية كابيسا ومركز مقاطعة محمود راقي في أفغانستان . يبلغ عدد سكانها 50490 وتتكون من أربع مقاطعات. محمود راقي، الواقعة إلى الشمال الشرقي من كابل، مصنفة قريةً حضريةً. تبعد حوالي 70 كيلومتر من كابو و 20 كيلومترا كم إلى شاريكار.
في 15 أغسطس 2021 ، استولى مقاتلو طالبان على محمود راقي، لتصبح العاصمة الإقليمية الثلاثين التي استولت عليها حركة طالبان كجزء من هجوم طالبان الأوسع لعام 2021.

## شغل الأراضي
تبلغ مساحتها الإجمالية 3970 هكتار. بلغ عدد المساكن في بلدة محمود الراقي 5،610.
الزراعة هي الاستخدام السائد للأراضي بنسبة 72٪. المساكن منتشرة في جميع أنحاء البلدية وبكثافة منخفضة وتتألف بالكامل من منازل غير نظامية.

## السكان
بلغ عدد سكان المدينة 50،490 نسمة.